# Solar and Heliospheric Observatory

Solen och Jordens gemensamma Lagrangepunkter

Solar and Heliospheric Observatory (SOHO, Sol- och heliosfärobservatorium) är ett rymdteleskop för forskning och övervakning av solen.
SOHO ligger i en bana vid Lagrangepunkten L₁ mellan jorden och solen, en idealisk punkt för att övervaka de förhållanden på solen som ger rymdväderstörningar vid jorden. SOHO har varit mycket framgångsrik, och på grund av detta har dess ursprungligen tvååriga uppdrag förlängts upprepade gånger efter uppsändningen år 1995. Drift planeras åtminstone till slutet av 2020.[uppföljning saknas]
SOHO drivs gemensamt av ESA och NASA. ESA ansvarade för design och bygge av rymdfarkosten, medan NASA står för uppsändning och drift. SOHO sändes upp den 2 december 1995 från Cape Canaveral Air Force Station.

## Mätningar med SOHO
SOHO bär med sig 12 vetenskapliga instrument för av observationer partiklar och strålning i olika våglängdsområden. Till höger visas en bildsekvens från LASCO-instrumentet, som är byggt för att avbilda solens korona. Solen själv är dold bakom en skiva för att inte helt dränka det mycket svagare ljuset från koronan: denna skiva ses som en jämnt ljusblå skiva i bildens mitt, och den lilla vita cirkeln visar solens verkliga storlek. Det mörkare strecket neråt till vänster är hållaren för skivan. En rejäl koronamassutkastning, som om den varit riktad mot jorden kunde ha gett kraftiga störningar i rymdvädret, syns nere till höger i bilden. 
Förutom sina solstudier har SOHO också blivit historiens framgångsrikaste kometjägare, huvudsakligen genom att amatörer tålmodigt granskat mängder av bilder. SOHO:s tusende komet upptäcktes den 5 augusti 2005, och i juni 2008 nådde antalet 1500. Minst en av SOHO:s kometer har bekräftats vara periodisk.